# 根本洋治
根本 洋治（ねもと ようじ、1952年（昭和27年）8月27日 - ）は、日本の政治家。元茨城県牛久市長（2期）、元牛久市議会議員（3期）。

## 来歴
茨城県牛久市出身。牛久町立牛久小学校、牛久町立牛久第一中学校、茨城県立竜ヶ崎第一高等学校卒業。1975年（昭和50年）3月、駒澤大学経営学部卒業。
1999年（平成11年）4月、牛久市議会議員選挙に初当選。以後3期務める。その間、議長も務めた。2011年（平成23年）の市議選は出馬しなかった。
2015年（平成27年）9月13日に行われた牛久市長選挙に出馬、現職の池辺勝幸の市政からの刷新を主張した。対する元市議の諸橋太一郎は池辺市政の継承を訴えた。同選挙で初当選し、10月3日に市長に就任した。
※当日有権者数：67,636人 最終投票率：47.16%（前回比：-1.53pts）
| 候補者名   | 年齢 | 所属党派 | 新旧別 | 得票数   | 得票率 | 推薦・支持 |
| ---------- | ---- | -------- | ------ | -------- | ------ | ---------- |
| 根本洋治   | 63   | 無所属   | 新     | 18,685票 | 59.43% |            |
| 諸橋太一郎 | 48   | 無所属   | 新     | 12,755票 | 40.57% |            |

2019年（令和元年）9月8日に行われた同選挙で元市議の小松崎伸を破り再選。
※当日有権者数：69,619人 最終投票率：37.70%（前回比：-9.46pts）
| 候補者名 | 年齢 | 所属党派 | 新旧別 | 得票数   | 得票率 | 推薦・支持 |
| -------- | ---- | -------- | ------ | -------- | ------ | ---------- |
| 根本洋治 | 67   | 無所属   | 現     | 16,367票 | 62.95% |            |
| 小松崎伸 | 61   | 無所属   | 新     | 9,633票  | 37.05% |            |

2023年（令和5年）7月10日、同年9月の市長選挙に立候補しないと表明した。